# All Tomorrow's Parties
"All Tomorrow's Parties" là ca khúc được sáng tác bởi Lou Reed, trình bày bởi The Velvet Underground trong album đầu tay của họ năm 1966, The Velvet Underground & Nico.
Reed đã sáng tác ca khúc này khi quan sát đội ngũ cộng tác viên của Andy Warhol. Theo anh, ca khúc này là "bản miêu tả chi tiết một vài cá nhân của The Factory vào thời điểm đó... Tôi quan sát Andy. Tôi quan sát Andy quan sát mọi người. Và tôi được thấy mọi người nói những điều ngạc nhiên nhất, điên rồ nhất, vui nhất cũng như buồn nhất." Đây là ca khúc được Warhol yêu thích nhất trong album.
Ca khúc cũng là nguồn gốc tên gọi của một festival âm nhạc, một cuốn tiểu thuyết của William Gibson và một bộ phim của đạo diễn Yu Lik-wai. Đây cũng là phần nhạc chủ đề cho bộ phim kinh dị The Lords of Salem (2012).

## Thành phần tham gia sản xuất
- Lou Reed – guitar.
- John Cale – piano, bass.
- Sterling Morrison – guitar nền.
- Maureen Tucker – định âm.
- Nico – hát chính.